# Saint-Maurin
Pour les articles homonymes, voir Maurin.
Saint-Maurin est une commune du sud-ouest de la France située dans le département de Lot-et-Garonne (région Nouvelle-Aquitaine).

## Géographie

### Localisation
Commune située dans l'aire d'attraction d'Agen, limitrophe du département de Tarn-et-Garonne.

### Communes limitrophes
Les communes limitrophes sont Bourg-de-Visa, Montjoi, Perville, Dondas, Engayrac et Tayrac.
| Dondas | Engayrac                   | Bourg-de-Visa (Tarn-et-Garonne) |
| Tayrac | Saint-Maurin               | Montjoi (Tarn-et-Garonne)       |
|        | Perville (Tarn-et-Garonne) |                                 |

### Climat
Pour des articles plus généraux, voir Climat de la Nouvelle-Aquitaine et Climat de Lot-et-Garonne.
Historiquement, la commune est exposée à un climat océanique aquitain.  
En 2020, Météo-France publie une typologie des climats de la France métropolitaine dans laquelle la commune est exposée à un climat océanique altéré et est dans la région climatique Aquitaine, Gascogne, caractérisée par une pluviométrie abondante au printemps, modérée en automne, un faible ensoleillement au printemps, un été chaud (19,5 °C), des vents faibles, des brouillards fréquents en automne et en hiver et des orages fréquents en été (15 à 20 jours).
Pour la période 1971-2000, la température annuelle moyenne est de 14,1 °C, avec une amplitude thermique annuelle de 16,2 °C. Le cumul annuel moyen de précipitations est de 769 mm, avec 10,7 jours de précipitations en janvier et 6,4 jours en juillet. Pour la période 1991-2020, la température moyenne annuelle observée sur la station météorologique la plus proche, située sur la commune de Valence à 11 km à vol d'oiseau, est de 14,3 °C et le cumul annuel moyen de précipitations est de 747,3 mm,. Pour l'avenir, les paramètres climatiques de la commune estimés pour 2050 selon différents scénarios d’émission de gaz à effet de serre sont consultables sur un site dédié publié par Météo-France en novembre 2022.

## Urbanisme

### Typologie
Au 1er janvier 2024, Saint-Maurin est catégorisée commune rurale à habitat très dispersé, selon la nouvelle grille communale de densité à sept niveaux définie par l'Insee en 2022.
Elle est située hors unité urbaine. Par ailleurs la commune fait partie de l'aire d'attraction d'Agen, dont elle est une commune de la couronne,. Cette aire, qui regroupe 81 communes, est catégorisée dans les aires de 50 000 à moins de 200 000 habitants,.

### Occupation des sols

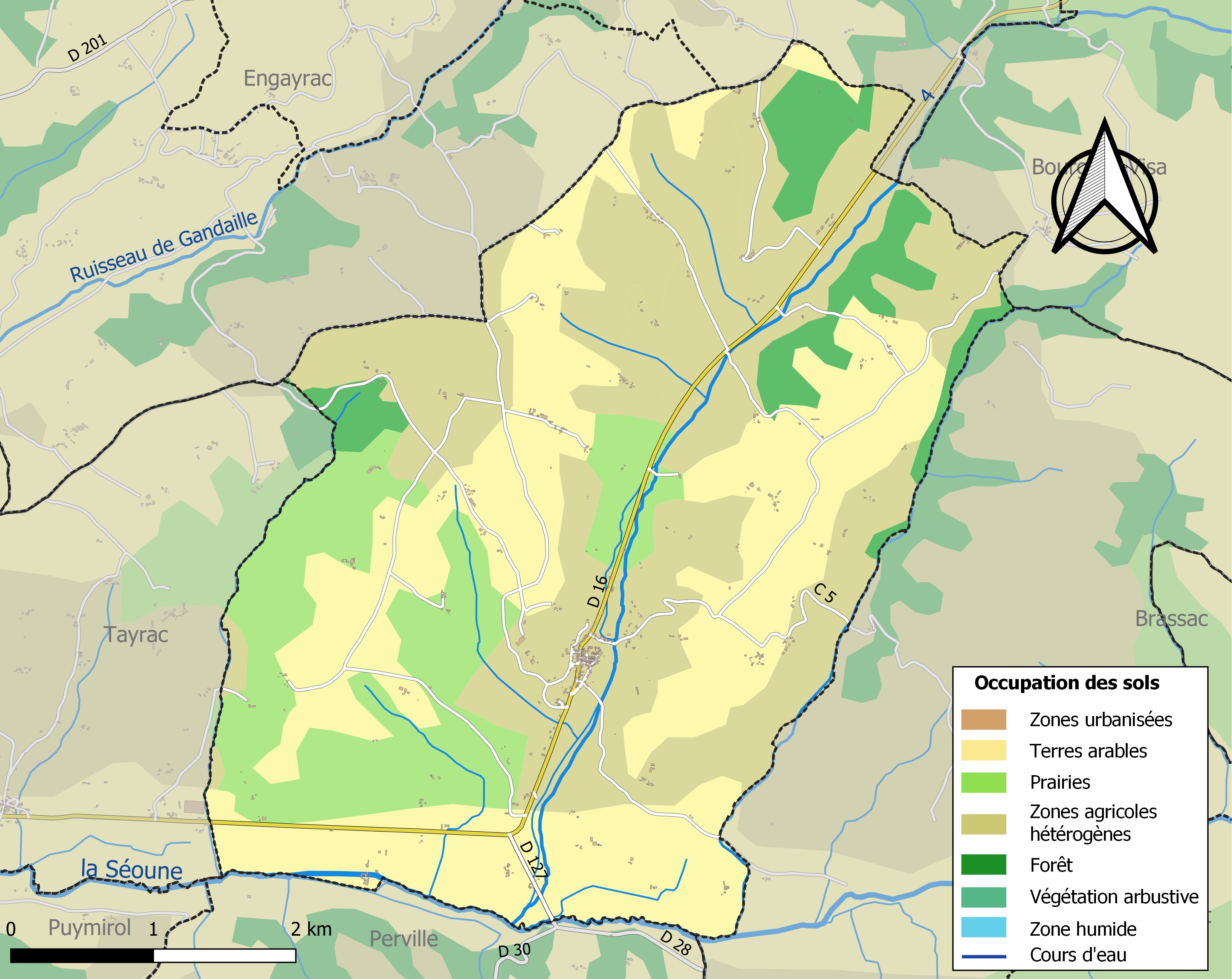
Carte des infrastructures et de l'occupation des sols de la commune en 2018 (CLC).

L'occupation des sols de la commune, telle qu'elle ressort de la base de données européenne d’occupation biophysique des sols Corine Land Cover (CLC), est marquée par l'importance des territoires agricoles (93,6 % en 2018), en diminution par rapport à 1990 (95,5 %). La répartition détaillée en 2018 est la suivante : 
zones agricoles hétérogènes (40 %), terres arables (37,5 %), prairies (16,1 %), forêts (6,4 %). L'évolution de l’occupation des sols de la commune et de ses infrastructures peut être observée sur les différentes représentations cartographiques du territoire : la carte de Cassini (XVIIIe siècle), la carte d'état-major (1820-1866) et les cartes ou photos aériennes de l'IGN pour la période actuelle (1950 à aujourd'hui).

### Risques majeurs
Le territoire de la commune de Saint-Maurin est vulnérable à différents aléas naturels : météorologiques (tempête, orage, neige, grand froid, canicule ou sécheresse), inondations, mouvements de terrains et séisme (sismicité très faible). Il est également exposé à un risque technologique, le risque nucléaire. Un site publié par le BRGM permet d'évaluer simplement et rapidement les risques d'un bien localisé soit par son adresse soit par le numéro de sa parcelle.

#### Risques naturels
Certaines parties du territoire communal sont susceptibles d’être affectées par le risque d’inondation par une crue à  débordement lent de cours d'eau, notamment la Séoune et l'Escornebœuf. La commune a été reconnue en état de catastrophe naturelle au titre des dommages causés par les inondations et coulées de boue survenues en 1982, 1993, 1999, 2007 et 2009,.
Les mouvements de terrains susceptibles de se produire sur la commune sont des affaissements et effondrements liés aux cavités souterraines (hors mines) et des tassements différentiels. Afin de mieux appréhender le risque d’affaissement de terrain, un inventaire national permet de localiser les éventuelles cavités souterraines sur la commune.

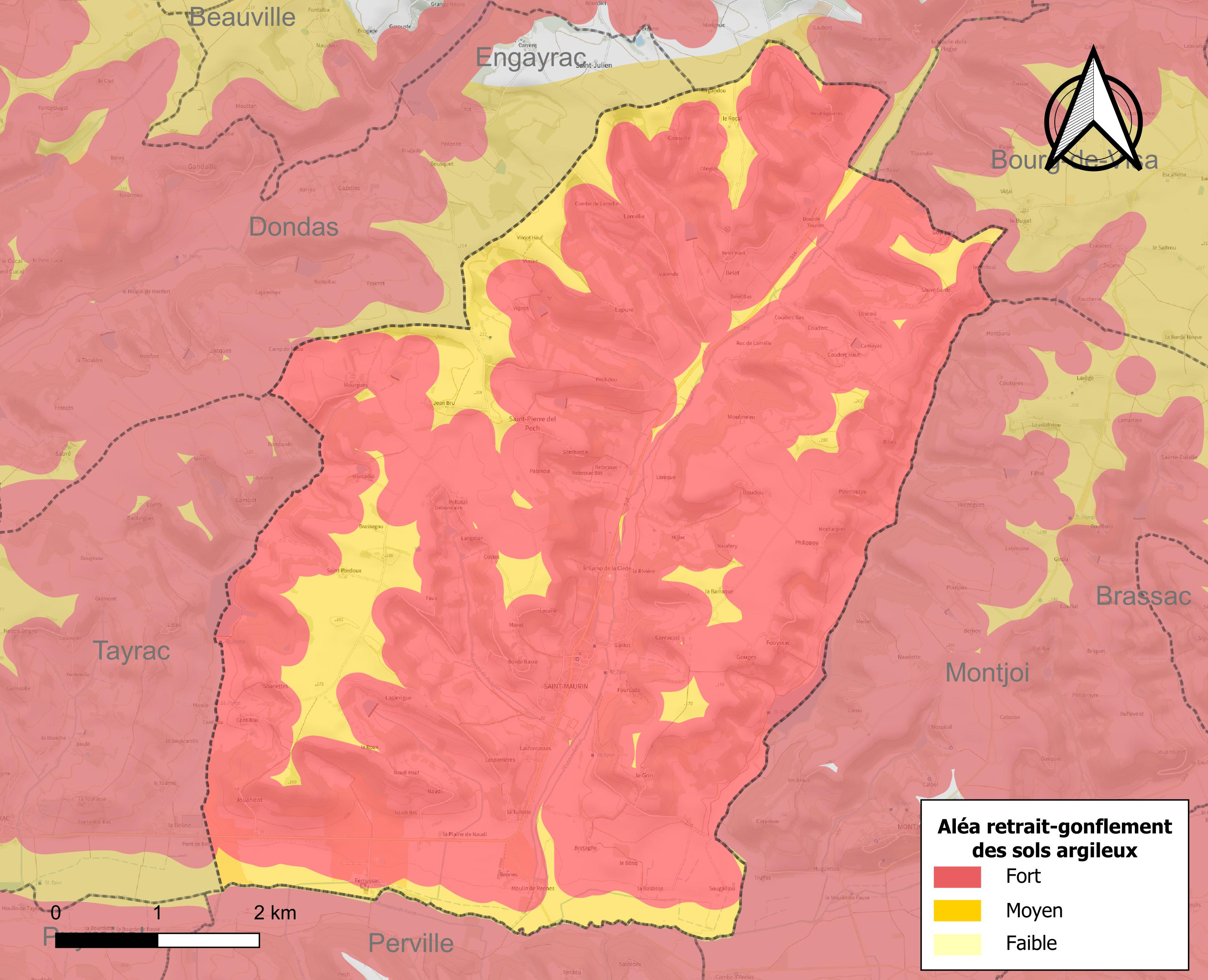
Carte des zones d'aléa retrait-gonflement des sols argileux de Saint-Maurin.

Le retrait-gonflement des sols argileux est susceptible d'engendrer des dommages importants aux bâtiments en cas d’alternance de périodes de sécheresse et de pluie. La totalité de la commune est en aléa moyen ou fort (91,8 % au niveau départemental et 48,5 % au niveau national). Depuis le 1er octobre 2020, en application de la loi ELAN, différentes contraintes s'imposent aux vendeurs, maîtres d'ouvrages ou constructeurs de biens situés dans une zone classée en aléa moyen ou fort,.
Concernant les mouvements de terrains, la commune a été reconnue en état de catastrophe naturelle au titre des dommages causés par la sécheresse en 1996, 2003, 2009 et 2011 et par des mouvements de terrain en 1999.

#### Risque technologique
La commune étant située dans le périmètre du plan particulier d'intervention (PPI) de 20 km autour de la centrale nucléaire de Golfech, elle est exposée au risque nucléaire. En cas d'accident nucléaire, une alerte est donnée par différents médias (sirène, sms, radio, véhicules). Dès l'alerte, les personnes habitant dans le périmètre de 2 km se mettent à l'abri. Les personnes habitant dans le périmètre de 20 km peuvent être amenées, sur ordre du préfet, à évacuer et ingérer des comprimés d’iode stable,,.

## Histoire
Une abbaye bénédictine y fut fondée au XIe siècle, sur le tombeau de saint Maurin, évangélisateur de l’Agenais au VIe siècle, décapité à Lectoure (Gers) par les Wisigoths ariens.
En 1082, Bernard, vicomte de Brulhois en fit don à l'abbaye de Moissac et l'église fut consacrée en 1097.
Ruinée par la guerre des Albigeois, elle se releva et l'abbé devint le principal seigneur du lieu.
Convoitée et pillée par les Anglais au XIVe, elle tomba en commende à la fin du XVe, ce qui lui assura une nouvelle mais courte prospérité : construction du château abbatial, reconstruction des parties détruites.
Les huguenots l'ayant ravagée à plusieurs reprises, elle ne fut réoccupée et relevée de ses ruines qu'après son rattachement à la congrégation de Saint-Maur en 1645.
Vendue comme bien national en 1796, elle servit de carrière de pierres.

## Politique et administration
| Période                                  | Période   | Identité             | Étiquette | Qualité                                   |
| ---------------------------------------- | --------- | -------------------- | --------- | ----------------------------------------- |
| Les données manquantes sont à compléter. |           |                      |           |                                           |
|                                          |           |                      |           |                                           |
| mars 1989                                | mars 2008 | André Gayral         |           |                                           |
| mars 2008                                | mars 2014 | Jean-Philippe Ollier |           | Agriculteur/Éleveur                       |
| mars 2014                                | mai 2020  | Michèle Deflisque,   |           |                                           |
| mai 2020                                 | En cours  | Jean-Claude Macayran |           | Premier adjoint faisant fonction de maire |

## Démographie
L'évolution du nombre d'habitants est connue à travers les recensements de la population effectués dans la commune depuis 1793. Pour les communes de moins de 10 000 habitants, une enquête de recensement portant sur toute la population est réalisée tous les cinq ans, les populations de référence des années intermédiaires étant quant à elles estimées par interpolation ou extrapolation. Pour la commune, le premier recensement exhaustif entrant dans le cadre du nouveau dispositif a été réalisé en 2005.

En 2022, la commune comptait 383 habitants, en évolution de −16,56 % par rapport à 2016 (Lot-et-Garonne : −0,18 %, France hors Mayotte : +2,11 %).
| 1793  | 1800  | 1806  | 1821  | 1831  | 1836  | 1841  | 1846  | 1851  |
| ----- | ----- | ----- | ----- | ----- | ----- | ----- | ----- | ----- |
| 1 137 | 1 418 | 1 383 | 1 379 | 1 538 | 1 364 | 1 436 | 1 433 | 1 366 |

| 1856  | 1861  | 1866  | 1872  | 1876  | 1881  | 1886  | 1891  | 1896 |
| ----- | ----- | ----- | ----- | ----- | ----- | ----- | ----- | ---- |
| 1 342 | 1 283 | 1 190 | 1 126 | 1 091 | 1 049 | 1 038 | 1 059 | 991  |

| 1901 | 1906 | 1911 | 1921 | 1926 | 1931 | 1936 | 1946 | 1954 |
| ---- | ---- | ---- | ---- | ---- | ---- | ---- | ---- | ---- |
| 941  | 894  | 905  | 754  | 744  | 701  | 675  | 641  | 609  |

| 1962 | 1968 | 1975 | 1982 | 1990 | 1999 | 2005 | 2006 | 2010 |
| ---- | ---- | ---- | ---- | ---- | ---- | ---- | ---- | ---- |
| 598  | 505  | 429  | 433  | 456  | 449  | 445  | 431  | 465  |

| 2015 | 2020 | 2022 | - | - | - | - | - | - |
| ---- | ---- | ---- | - | - | - | - | - | - |
| 462  | 396  | 383  | - | - | - | - | - | - |

## Culture locale et patrimoine

### Lieux et monuments

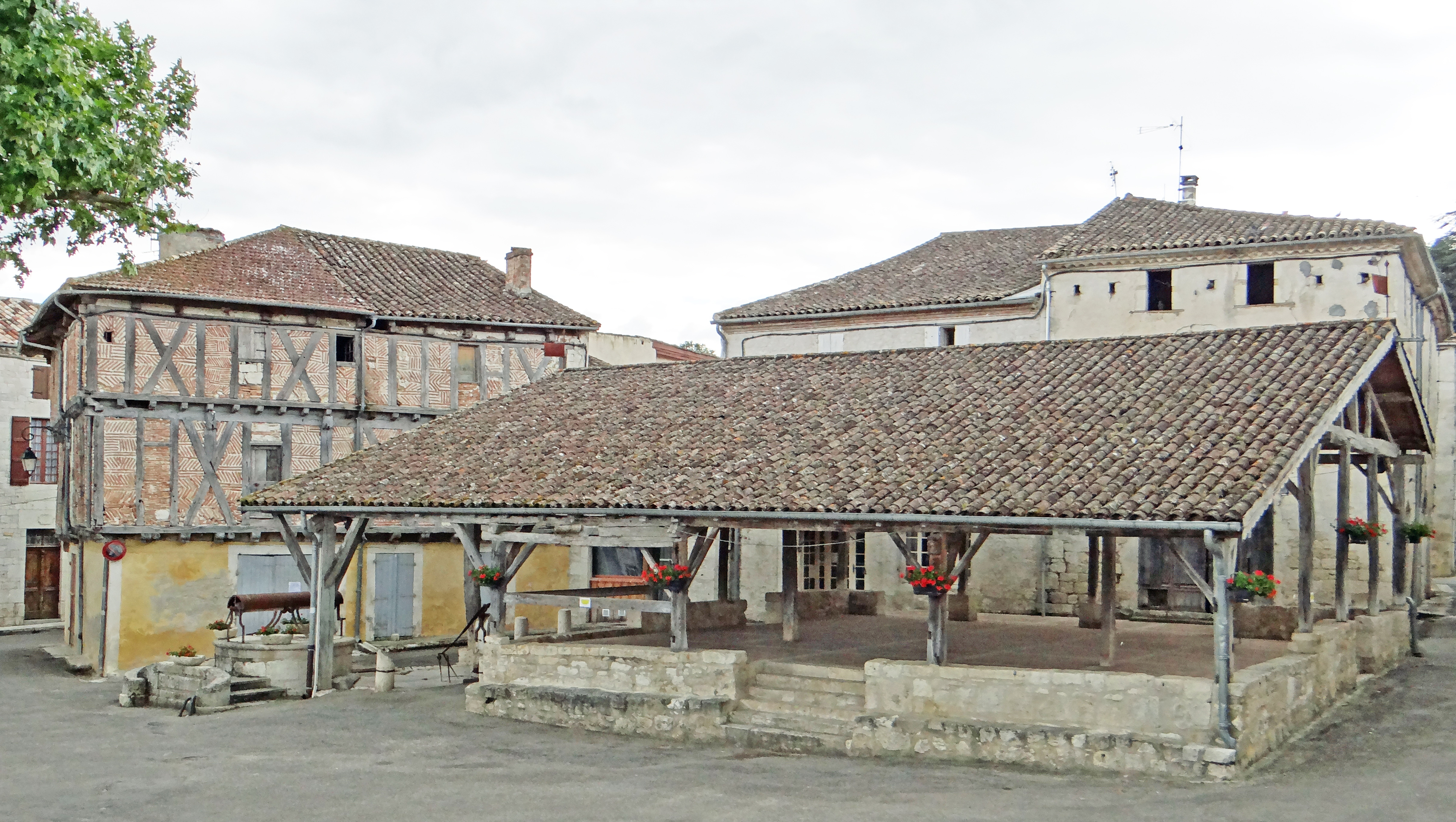
Halle, maison à colombages et puits devant la mairie.

- Moulin de Ferrussac : moulin, maison forte et décor de poutres peintes, douves et bief.
- Vieilles halles et maisons à colombage.
- Halle.
- Vieux puits.
- Restes de l'ancienne abbaye de Saint-Maurin : clocher, abside, chapiteaux historiés, arcades du cloître XIIIe et XIVe réfectoire, château abbatial 1500 (mairie).
- Église Saint-Martin-d'Anglars, église paroissiale, restaurée au XVIIe : maître-autel XVIIe en bois sculpté, doré et peint ; devant d'autel. L'édifice a été classé au titre des monuments historiques en 1930[29].
- Église Saint-Pierre-del-Pech et cimetière : abside XIIe, nef et bas-côté XIVe, carré du transept voûté d'arêtes ; chrisme de tradition préromane. L'édifice a été inscrit au titre des monuments historiques en 1998[30].
- Église Saint-Benoît de l'ancienne abbaye de Saint-Maurin.
- Musée de l'abbaye de Saint-Maurin : vie quotidienne des villageois au début du XXe, métiers anciens.
- Vallons de l'Escornebœuf et de la Séoune.

### Personnalités liées à la commune
- Jean-Jacques Belloc, médecin du XVIIIe siècle et instigateur en France de la médecine légale, né à Saint-Maurin en 1730.

### Héraldique
| Blason de Saint-Maurin | Blason  | D'azur au lion d'or adextré du donjon et senestré du clocher de l'abbaye du lieu, tous deux d'or, essorés et maçonnés de sable et posés sur une terrasse de sinople, voûtée à dextre et ployée à senestre. |
| Blason de Saint-Maurin | Détails | Le statut officiel du blason reste à déterminer. |